# 铁东街道 (扎兰屯市)
铁东街道，是中华人民共和国内蒙古自治区呼伦贝尔市扎兰屯市下辖的一个乡镇级行政单位。

## 行政区划
铁东街道下辖以下地区：
五里社区、天拜山社区和铁东村。